# حقیقت (فیلم ۱۹۹۸)
حقیقت (انگلیسی: The Truth) فیلمی به کارگردانی شاجی کایلاس در سال ۱۹۹۸ میلادی در هند.